# Classe General Concha
 (janvier 2019).
Si vous disposez d'ouvrages ou d'articles de référence ou si vous connaissez des sites web de qualité traitant du thème abordé ici, merci de compléter l'article en donnant les références utiles à sa vérifiabilité et en les liant à la section « Notes et références ».
La classe General Concha  est une classe de canonnière de la Marine espagnole.

## Description
La classe compte 4 navires : General Concha, Magallanes, El Cano, General Lezo.